# Stadhuis van Birmingham
Het stadhuis van Birmingham (Council House) is een stadhuis aan Victoria Square in Birmingham, Engeland. Het gebouw is het onderkomen van de Birmingham City Council en dient niet te worden verward met de tevens aan het plein gelegen concertzaal Birmingham Town Hall.
Het werd gebouwd in 1874-1879 naar een ontwerp van Yeoville Thomason. Het is een beschermd bouwwerk (Grade II).

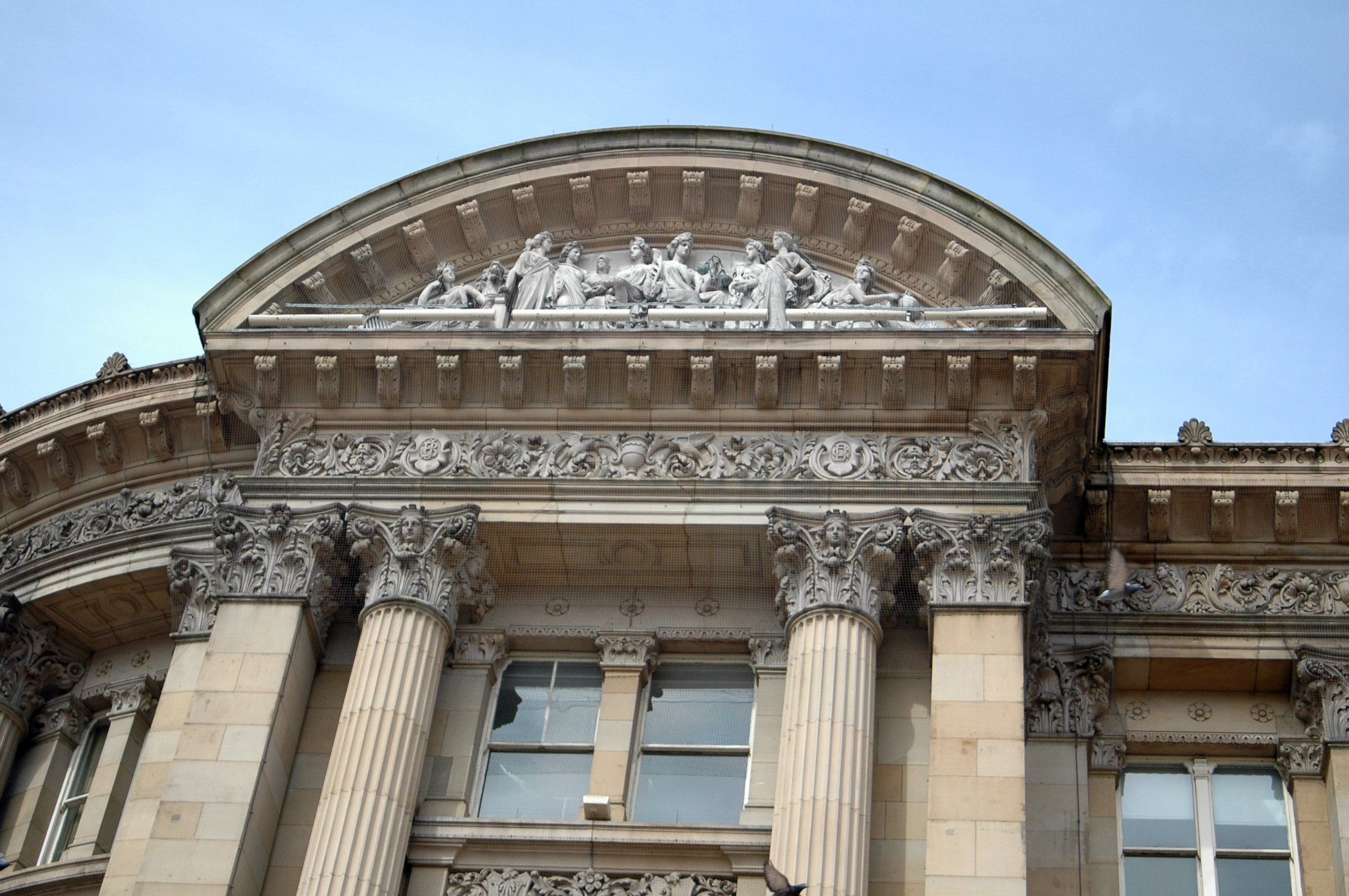
Detail

- Virtual International Authority File: 255144783024601656509